# Lebensmensch
Der Begriff Lebensmensch wird verwendet, um jemanden zu charakterisieren, den man als den wichtigsten Menschen im eigenen Leben empfindet.

## Etymologie
Bei Johann Wolfgang von Goethe im Sinne von Lebemensch („Mensch des Lebensgenusses“) verwendet, wurde der Ausdruck in der genannten Bedeutung vom Schriftsteller Thomas Bernhard geprägt, der die Bezeichnung auf seinen Großvater Johannes Freumbichler und auf seine Vertraute Hedwig Stavianicek bezog:

„Aber in Wahrheit wäre ich auch ohne den Paul in diesen Tagen und Wochen und Monaten auf der Baumgartnerhöhe nicht allein gewesen, denn ich hatte ja meinen Lebensmenschen, den nach dem Tod meines Großvaters entscheidenden für mich in Wien, meine Lebensfreundin, der ich nicht nur viel, sondern, offen gesagt, seit dem Augenblick, in welchem sie vor über dreißig Jahren an meiner Seite aufgetaucht ist, mehr oder weniger alles verdanke. […] Die Eingeweihten wissen, was alles sich hinter diesem Wort Lebensmensch verbirgt, von und aus welchem ich über dreißig Jahre meine Kraft und immer wieder mein Überleben bezogen habe, aus nichts sonst, das ist die Wahrheit.“

## Wort des Jahres 2008
Ende 2008 wurde der Ausdruck zum österreichischen Wort des Jahres 2008 gewählt. Dies war eine Folge seines hohen Verbreitungsgrades im Oktober 2008, als der Politiker Stefan Petzner den kurz zuvor tödlich verunglückten Jörg Haider in den Medien unter Tränen als seinen „Lebensmenschen“ bezeichnet hatte.
Die Bedeutungsambivalenz und der hohe emotionelle Wert machten Lebensmensch zum Wort des Jahres, attestierte die Jury. Das Wort wurde aufgrund gegensätzlicher Verwendungsweisen von vielen Wählern auch als Unwort klassifiziert, von der Mehrheit aber als Wort des Jahres gewählt.
Der Duden nahm in seine 25. Auflage (2009) den Begriff Lebensmensch als insbesondere österreichischen Ausdruck auf.